# Professeur Cupidon
Pour plus de détails, voir Fiche technique et Distribution.
Professeur Cupidon est un film franco-tchécoslovaque réalisé par Robert Beaudoin et André Chemel, sorti en 1933.

## Fiche technique
- Titre : Professeur Cupidon
- Réalisation : Robert Beaudoin et André Chemel
- Scénario : d'après le roman d'Adéla Cervená, Kantor Ideál
- Photographie : Václav Vích
- Musique : Henri Verdun
- Société de production : Elekta-Film
- Pays de production :  France |  Tchécoslovaquie
- Genre : Comédie
- Durée : 100 minutes
- Dates de sortie : 
  - France : 5 mai 1933

## Distribution
- Tania Doll (Truda Grosslichtová) : Lucette Aubin
- Pierre Bertin : le professeur Suchet
- Pierre Finaly : le directeur
- Pierre Nay : le châtelain
- Henri Kerny : le valet
- Alice Tissot : le professeur de français
- Carl Lamac : un professeur
- Oskar Marion : Junek
- Anny Ondra : Vera Mathys
- Mathilde Alberti : Madame Aubin